# Liste der Landschaftsschutzgebiete im Landkreis Aschaffenburg
Im Landkreis Aschaffenburg gibt es sieben Landschaftsschutzgebiete. (Stand: November 2018)

## Hinweise zu den Angaben in der Tabelle
- Gebietsname: Amtliche Bezeichnung des Schutzgebietes
- Bild/Commons: Bild und Link zu weiteren Bildern aus dem Schutzgebiet
- LSG-ID: Amtliche Nummer des Schutzgebietes
- WDPA-ID: Link zum Eintrag des Schutzgebietes in der World Database on Protected Areas
- Wikidata: Link zum Wikidata-Eintrag des Schutzgebietes
- Ausweisung: Datum der Ausweisung als Schutzgebiet
- Gemeinde(n): Gemeinden, auf denen sich das Schutzgebiet befindet
- Lage: Geografischer Standort
- Fläche: Gesamtfläche des Schutzgebietes in Hektar
- Flächenanteil: Anteilige Flächen des Schutzgebietes in Landkreisen/Gemeinden, Angabe in % der Gesamtfläche
- Bemerkung: Besonderheiten und Anmerkungen

Bis auf die Spalte Lage sind alle Spalten sortierbar.
| Gebietsname | Bild/Commons   | LSG-ID       | WDPA-ID | Wikidata  | Ausweisung | Gemeinde(n) | Lage     | Fläche ha | Flächenanteil                                                                                     | Bemerkung |
| --- | -------------- | ------------ | ------- | --------- | ---------- | ----------- | -------- | --------- | ------------------------------------------------------------------------------------------------- | --------- |
| LSG in den Gemarkungen Kahl am Main und Alzenau in Ufr.                                                        | weitere Bilder | LSG-00293.01 | 395770  | Q59634073 | 1978       |             | Position | 2579,84   | Landkreis Aschaffenburg (100 %)                                                                   |           |
| LSG innerhalb des Naturparks Bayerischer Odenwald (ehemals Schutzzone)                                         | weitere Bilder | LSG-00562.01 | 396112  | Q59633088 | 1982       |             | Position | 30541,4   | Landkreis Aschaffenburg (2,9 %), Landkreis Miltenberg (97,1 %)                                    |           |
| LSG innerhalb des Naturparks Spessart (ehemals Schutzzone)                                                     | weitere Bilder | LSG-00561.01 | 396111  | Q59633087 | 1982       |             | Position | 136627,09 | Landkreis Aschaffenburg (33,4 %), Landkreis Miltenberg (16,8 %), Landkreis Main-Spessart (48,7 %) |           |
| LSG Lindigwald in der Gemarkung Karlstein                                                                      |                | LSG-00293.02 | 395771  | Q59634077 | 1978       |             | Position | 245,97    | Landkreis Aschaffenburg (100 %)                                                                   |           |
| LSG Unter- und Oberhübnerwald in der Gemarkung Stockstadt                                                      |                | LSG-00293.03 | 395772  | Q59634081 | 1978       |             | Position | 951,81    | Landkreis Aschaffenburg (100 %)                                                                   |           |
| Mainwiesen |                | LSG-00594.01 | 396143  | Q59634083 | 2006       |             | Position | 50,68     | Landkreis Aschaffenburg (100 %)                                                                   |           |
| Schutz eines Landschaftsraumes in der Gemarkung Großostheim, Landkreis Aschaffenburg – ehem. Kiesgrube Höfling |                | LSG-00274.01 | 395751  | Q59634069 | 1975       |             | Position | 9,93      | Landkreis Aschaffenburg (100 %)                                                                   |           |